# Balogh István (író, 1880–1951)
Balogh István (Málnás, 1880. január 6. – Málnás, 1951. július 28.) magyar jogász, író.

## Életútja
A kolozsvári egyetemen jogtudományi doktorátust szerzett, Sepsiszentgyörgyön volt ügyvéd, majd szülőfalujában gazdálkodott. Versei és cikkei a Székely Népben jelentek meg, Doboly Dani és A Szentanna-tó regéje című romantikus színezetű színdarabjait falusi színjátszók adták elő.
Tanulmányt írt Andrád Sámuelről, a háromszéki származású XVIII. századbeli anekdotagyűjtőről (Sepsiszentgyörgy 1907). Az ősi vagyon jogi védelme a régi székelyeknél című írása a Székely Nemzeti Múzeum ötvenéves jubileumára kiadott emlékkönyvben jelent meg 1929-ben.

## Művei
- Balogh Pista: Az én utam. Versek; Kossuth Ny., Sepsiszentgyörgy, 1910